# Rodolfo Graziani
Rodolfo Graziani, 1 º Marchese di Neghelli (pronúncia italiana: [roˈdolfo ɡratˈtsjaːni]; 11 de agosto de 1882 – 11 de janeiro de 1955) foi um proeminente militar italiano do exército real do Reino da Itália, servindo primordialmente em campanhas na África antes e durante a Segunda Guerra Mundial. Um fascista dedicado, ele foi uma figura chave nas forças armadas italianas durante o reinado de Vítor Emanuel III.
Graziani desempenhou um papel importante na consolidação e expansão do império da Itália durante as décadas de 1920 e 1930, primeiro na Líbia e depois na Etiópia. Ele se tornou infamo por ter tomado medidas repressivas severas, como o uso de campos de concentração, que causou muitas mortes entre civis africanos e por medidas extremas tomadas contra a resistência nativa, como o enforcamento de Omar Al-Mukhtar. Devido aos seus métodos brutais usados na Líbia, ele foi apelidado Il macellaio del Fezzan ("o açouguerio de Fezã"). Em fevereiro de 1937, após uma tentativa de assassinato contra ele durante uma cerimônia em Adis Abeba, Graziani ordenou um período de retaliação brutal agora conhecido como Yekatit 12, que matou mais de 20 000 etíopes em dois dias. Pouco depois de a Itália entrar na Segunda Guerra Mundial, ele retornou à Líbia como comandante das tropas no Norte da África italiana mas teve que renunciar esta posição após suas forças terem sido destroçadas, em 1940–41, numa ofensiva britânica.
Após o Golpe de 25 Luglio, em 1943, Rodolfo Graziani acabou sendo o único marechal que permaneceu leal a Mussolini e por isso foi nomeado ministro da defesa da República Social Italiana, comandando o seu exército e retornando ao serviço ativo contra os Aliados pelo restante da guerra.
Graziani nunca foi processado pela Comissão das Nações Unidas para os Crimes de Guerra; ele foi incluído na lista de italianos elegíveis para serem processados por crimes de guerra, mas a oposição dos Aliados e a indiferença ao julgamento de criminosos de guerra italianos frustraram as tentativas dos etíopes de levá-lo à justiça. Em 1948, um tribunal italiano o sentenciou a dezenove anos de prisão por colaboração com os nazistas, mas ele foi libertado depois de cumprir apenas quatro meses.
Rodolfo Graziani faleceu em Roma, em janeiro de 1955, aos 72 anos de idade. Em agosto de 2016, um mausoléu foi construído para ele na cidade de Affile, no Lácio, com os dizeres "Pátria" e "Honra". Políticos de esquerda, ativistas e comentaristas políticos condenaram o gasto de dinheiro público na obra (aproximadamente $160 000 dólares), mas a população da cidade, formada majoritariamente por um eleitorado mais conservador, aprovou a construção. Contudo, em 2013, quando um novo governo local foi empossado, a verba pública para a construção do mausoléu foi cortada. Em nota, o Ministério das Relações Exteriores da Etiópia disse que Graziani não merecia ser homenageado, mas sim condenado na história por seus crimes de guerra, comportamento genocida e crimes contra a humanidade.